# Tan ca mời chị em ra họp thi thợ giỏi
Tan ca mời chị em ra họp thi thợ giỏi là một tác phẩm tranh sơn dầu của họa sĩ Nguyễn Đỗ Cung sáng tác năm 1976. Tác phẩm lấy đề tài quen thuộc của trào lưu Hiện thực xã hội chủ nghĩa là hình ảnh người công nhân trong nhà máy. Được sáng tác chỉ một năm trước khi Nguyễn Đỗ Cung qua đời, Tan ca mời chị em ra họp thi thợ giỏi đã được trao giải Nhất tại Triển lãm Mỹ thuật Toàn quốc 1976, bức tranh cũng được coi là một tác phẩm có giá trị cao trong bộ sưu tập của Bảo tàng Mỹ thuật Việt Nam.

## Mô tả
Bối cảnh của Tan ca mời chị em ra họp thi thợ giỏi là một nhà máy dệt với trung tâm là một nữ công nhân có vẻ mặt tươi tắn đang giơ cao tay mời mọi người ở lại họp sau giờ tan ca. Ở hai bên của người nữ công nhân (có lẽ là tổ trưởng) còn có hai nữ công nhân khác, trong đó có một người không rõ mặt, đang làm việc. Gam màu chủ đạo của tác phẩm là màu sáng với nhiều mảng màu trắng trên nền vàng.

## Lịch sử
Tốt nghiệp Cao đẳng Mỹ thuật Đông Dương khóa 1929-1934, họa sĩ Nguyễn Đỗ Cung sớm tham gia vào các phong trào yêu nước như Hội Văn hóa Cứu quốc và trở thành đại biểu của Quốc hội Việt Nam khóa I. Bên cạnh công việc nghiên cứu và quản lý ở Bảo tàng Mỹ thuật Việt Nam, ông sáng tác nhiều tác phẩm lấy đề tài cổ động yêu nước. Từ thập niên 1960, tranh sơn dầu của Nguyễn Đỗ Cung tập trung chủ yếu về đề tài công nhân với các tác phẩm đáng chú ý như Học hỏi lẫn nhau (1960) hay Công nhân cơ khí (1962).
Đầu thập niên 1970 ở miền Bắc Việt Nam có phong trào của các họa sĩ sáng tác về đề tài công nghiệp. Trong chuyến đi thực tế tại Nhà máy dệt 8/3 ở Hà Nội năm 1972, Nguyễn Đỗ Cung đã lấy hình mẫu các nữ công nhân dệt để sáng tác Tan ca mời chị em ra họp thi thợ giỏi, bức tranh mãi tới năm 1976 mới được hoàn thành. Tại Triển lãm Mỹ thuật Toàn quốc 1976, tác phẩm đã được trao giải Nhất, đây cũng là một trong chùm tác phẩm giúp họa sĩ Nguyễn Đỗ Cung được trao Giải thưởng Hồ Chí Minh đợt 1 năm 1996. Được sáng tác chỉ một năm trước khi họa sĩ qua đời (1977), Tan ca mời chị em ra họp thi thợ giỏi là tác phẩm cuối cùng của Nguyễn Đỗ Cung trong bộ sưu tập lưu giữ ở Bảo tàng Mỹ thuật Việt Nam.
Năm 2005, sau thành công của việc phục chế bức Em Thúy, Tan ca, mời chị em ra họp thi thợ giỏi và Bình văn được Bảo tàng Mỹ thuật Việt Nam gửi sang Trường Mỹ thuật Dresden, Đức phục chế vì cả hai đều rơi vào tình trạng hư hỏng nặng. Nếu như các chuyên gia gặp nhiều khó khăn trong việc phục chế Bình văn thì bức tranh của Nguyễn Đỗ Cung đã được phục hồi tương đối thành công trước khi được đưa về Việt Nam cuối năm 2005. Trong quá trình phục chế, các chuyên gia người Đức cũng phát hiện ra rằng rất có thể vì điều kiện khó khăn thời chiến tranh mà Nguyễn Đỗ Cung đã mua phải màu giả, khiến cho bức tranh mới có hơn 30 năm tuổi nhưng đã rơi vào tình trạng hỏng nặng.

## Nhận xét
Tương tự như ở nhiều tác phẩm khác lấy đề tài công nghiệp và công nhân, các nữ công nhân trong Tan ca mời chị em ra họp thi thợ giỏi được Nguyễn Đỗ Cung tạo hình bằng các đường lượn mềm, không vờn bóng giúp các nhân vật trong tranh mang dáng vẻ khỏe mạnh nguyên khối. Bố cục cân đối và gam màu sáng càng giúp tôn thêm sự khỏe khắn, khoáng đạt của ba nhân vật nữ. Bức tranh cũng thể hiện sự sáng tạo của Nguyễn Đỗ Cung trong việc lồng thủ pháp tạo hình dân gian vào chủ nghĩa hiện thực xã hội chủ nghĩa. Theo họa sĩ Lý Trực Sơn, giảng viên Đại học Mỹ thuật Hà Nội, thì đây là một trong số ít các tác phẩm của họa sĩ Việt Nam thực sự toát lên được tinh thần của tranh sơn dầu.